# Кубня (Чувашия)
Кубня́ (чув. Чӑваш Ҫармӑс) — деревня в Ибресинском районе Чувашской Республики. Входит в состав Малокармалинского сельского поселения.

## География
Находится в центральной части Чувашии на расстоянии приблизительно 19 км на юго-восток по прямой от районного центра посёлка Ибреси.

## История
Основана в 1620-е годы чувашами Галицкой даруги Казанского уезда. В 1795 году учтено 36 дворов и 236 жителей, в 1869—366 жителей, в 1897 году — 91 двор и 482 жителя, в 1926 119 дворов и 653 жителя, в 1939 788 жителей. В 2002 году отмечено 187 дворов, в 2010—173 домохозяйства. В период коллективизации был образован колхоз «Атла».

## Население
Постоянное население составляло 636 человек (чуваши 100 %) в 2002 году, 533 в 2010.